# Megaselia ciliatula
Megaselia ciliatula is een vliegensoort uit de familie van de bochelvliegen (Phoridae). De wetenschappelijke naam van de soort werd voor het eerst geldig gepubliceerd in 1957 door Schmitz.